# 신암역
신암역(Sinam station, 新岩驛)은 경상북도 김천시 봉산면 신암리에 위치한 경부선의 신호장이다. 여객열차가 한번도 정차한 적이 없기 때문에 승강장이 없다.

## 역 정보
현재 여객열차는 이 역에 정차하지 않으며, 신호 업무만 이루어지고 있다. 이 역은 오르막 대피선의 역할 위주이며 상행선에만 부본선이 있다.

## 역 주변
- 신암리
- 태하초등학교

## 역사
- 1937년 8월 4일 : 신호소로 영업 개시
- 1937년 10월 24일 : 폐쇄
- 1938년 8월 1일 : 신호장으로 영업 재개
- 1945년 2월 24일 : 신호소로 변경
- 1975년 12월 29일 : 폐쇄
- 1978년 1월 1일 : 신호장으로 영업 재개
- 1984년 3월 1일 : 배치간이역으로 승격
- 2000년 1월1일: 폐역